# Argentat (municipi)
Argentat (en occità Argentat) és un municipi francès del departament de la Corresa, a la regió de la Nova Aquitània.

## Demografia
| 1962                                       | 1968  | 1975  | 1982  | 1990  | 1999  | 2007  |
| ------------------------------------------ | ----- | ----- | ----- | ----- | ----- | ----- |
| 3.196                                      | 3.256 | 3.371 | 3.234 | 3.189 | 3.121 | 3.105 |
| Des de 1962: població sense dobles comptes |       |       |       |       |       |       |

## Administració
| Període | Identitat    | Partit |
| ------- | ------------ | ------ |
| 1989-   | René Teulade | PS     |

## Agermanaments
- Sakal, Senegal, des de 2002.
- Bad König, Alemanya, des de 1982.